# Bačevci (okręg zlatiborski)
Bačevci (cyr. Бачевци) – wieś w Serbii, w okręgu zlatiborskim, w gminie Bajina Bašta. W 2011 roku liczyła 141 mieszkańców.